# Interstellar (banda sonora)
Interstellar: Original Motion Picture Soundtrack es el álbum de banda sonora de la película dirigida por Christopher Nolan, Interestelar. La música cinematográfica fue compuesta por Hans Zimmer quien anteriormente había trabajado con Nolan en la Trilogía de Batman e Inception. La banda sonora ganó la aclamación de la crítica. Antes de ser lanzado de manera digital, fue nominado para un Premio de Academia y obtuvo una nominación en la categoría de Original Score por la Hollywood Music in Media Awards. La banda sonora fue lanzada el 17 de noviembre de 2014 por la discográfica WaterTower.

## Lista de composiciones
La banda sonora se lanzó de tres formas: "Star Wheel Constellation Chart Digipak" (16 pistas), "Digital Deluxe Album" (24 pistas) y "The Illuminated Star Projection Edition" la cual constaba de dos CD (29 pistas). Toda la música fue compuesta por Hans Zimmer; excepto "Do not go gentle into that good night", escrita por Dylan Thomas. En el período previo a la temporada de premios, Paramount Pictures subió el score completamente gratis a través de streaming. Hay 33 pistas en total.

### Edición estándar
| N.º   | Título                    | Duración |  |
| 1.    | «Dreaming of the Crash»   | 3:55     |  |
| 2.    | «Cornfield Chase»         | 2:06     |  |
| 3.    | «Dust»                    | 5:41     |  |
| 4.    | «Day One»                 | 3:19     |  |
| 5.    | «Stay»                    | 6:52     |  |
| 6.    | «Message from Home»       | 1:40     |  |
| 7.    | «The Wormhole»            | 1:30     |  |
| 8.    | «Mountains»               | 3:39     |  |
| 9.    | «Afraid of Time»          | 2:32     |  |
| 10.   | «A Place Among the Stars» | 3:27     |  |
| 11.   | «Running Out»             | 1:57     |  |
| 12.   | «I'm Going Home»          | 5:48     |  |
| 13.   | «Coward»                  | 8:26     |  |
| 14.   | «Detach»                  | 6:42     |  |
| 15.   | «S.T.A.Y.»                | 6:23     |  |
| 16.   | «Where We're Going»       | 7:41     |  |
| 71:47 |                           |          |  |

### Edición de lujo con pistas extras
| N.º   | Título | Duración |  |
| 17.   | «First Step» | 1:47     |  |
| 18.   | «Flying Drone» | 1:53     |  |
| 19.   | «Atmospheric Entry» | 1:40     |  |
| 20.   | «No Need to Come Back» | 4:32     |  |
| 21.   | «Imperfect Lock» | 6:54     |  |
| 22.   | «No Time for Caution» | 4:06     |  |
| 23.   | «What Happens Now?» | 2:26     |  |
| 24.   | «Do Not Go Gentle into That Good Night» (poema de Dylan Thomas) (recitado por John Lithgow, Ellen Burstyn, Casey Affleck, Jessica Chastain, Matthew McConaughey and Mackenzie Foy) | 1:39     |  |
| 20:51 | |          |  |

### Edición de Illuminated Star Projection
| Disco 1 |                           |          |  |
| N.º     | Título                    | Duración |  |
| 1.      | «Dreaming of the Crash»   | 3:55     |  |
| 2.      | «Cornfield Chase»         | 2:06     |  |
| 3.      | «Dust»                    | 5:41     |  |
| 4.      | «Day One»                 | 3:19     |  |
| 5.      | «Stay»                    | 6:52     |  |
| 6.      | «Message from Home»       | 1:40     |  |
| 7.      | «The Wormhole»            | 1:30     |  |
| 8.      | «Mountains»               | 3:39     |  |
| 9.      | «Afraid of Time»          | 2:32     |  |
| 10.     | «A Place Among the Stars» | 3:27     |  |
| 11.     | «Running Out»             | 1:57     |  |
| 12.     | «I'm Going Home»          | 5:48     |  |
| 13.     | «Coward»                  | 8:26     |  |
| 14.     | «Detach»                  | 6:42     |  |
| 15.     | «S.T.A.Y.»                | 6:23     |  |
| 16.     | «Where We're Going»       | 7:41     |  |
| 71:38   |                           |          |  |

| Disco 2 | |          |  |
| N.º     | Título | Duración |  |
| 1.      | «First Step» | 1:48     |  |
| 2.      | «Flying Drone» | 1:53     |  |
| 3.      | «Atmospheric Entry» | 1:39     |  |
| 4.      | «No Need to Come Back» | 4:33     |  |
| 5.      | «Imperfect Lock» | 6:55     |  |
| 6.      | «What Happens Now?» | 2:05     |  |
| 7.      | «Who's They?» | 7:17     |  |
| 8.      | «Murph» | 11:21    |  |
| 9.      | «Organ Variation» | 4:52     |  |
| 10.     | «Tick-Tock» | 8:19     |  |
| 11.     | «Day One» (Original Demo) | 3:49     |  |
| 12.     | «Do Not Go Gentle into That Good Night» (poema de Dylan Thomas) (recitado por John Lithgow, Ellen Burstyn, Casey Affleck, Jessica Chastain, Matthew McConaughey and Mackenzie Foy) | 1:37     |  |
| 13.     | «No Time for Caution» (pista oculta) | 4:06     |  |
| 60:14   | |          |  |

### Bonus tracken MovieTickets.com
| N.º  | Título         | Duración |  |
| 1.   | «Day One Dark» | 6:58     |  |
| 6:58 |                |          |  |

## Listas
| Lista (2014)                  | Mejor posición |
| ----------------------------- | -------------- |
| Australia (ARIA)              | 81             |
| Bélgica (Ultratop flamenca)   | 8              |
| Bélgica (Ultratop valona)     | 3              |
| Países Bajos (Album Top 100)  | 66             |
| Francia (SNEP)                | 41             |
| Alemania (Offizielle Top 100) | 45             |
| Corea del Sur (Circle)        | 14             |
| Corea del Sur (Gaon)          | 1              |
| España (PROMUSICAE)           | 49             |
| Suiza (Schweizer Hitparade)   | 32             |